# Matthias Goerne
Matthias Goerne est un baryton allemand né le 31 mars 1967 à Weimar.

## Biographie
Il a étudié le chant avec Hans-Joachim Beyer (de), Elisabeth Schwarzkopf et Dietrich Fischer-Dieskau. Il devient rapidement un spécialiste du lied. Les pianistes qui l'accompagnent dans ses récitals sont Alfred Brendel, Christoph Eschenbach, Helmut Deutsch, Eric Schneider, Elisabeth Leonskaïa, Seong-Jin Cho etc. Matthias Goerne consacre également une grande partie de sa carrière à l'opéra, en particulier le répertoire allemand : Papageno (La Flûte enchantée de Mozart), Kurwenal (Tristan und Isolde, de Richard Wagner), le rôle-titre de Wozzeck d'Alban Berg.
En 2003, il assure au Festival de Salzbourg la création mondiale de L'Upupa de Hans Werner Henze.
Il a travaillé avec des chefs d'orchestre comme Seiji Ozawa, Riccardo Chailly, Esa-Pekka Salonen, Daniele Gatti, Christoph von Dohnanyi ou Nikolaus Harnoncourt. Il a enregistré de nombreux disques pour Decca. En 2008, il quitte cette firme pour le label Harmonia Mundi, pour lequel il enregistre une série de disques consacrés à Schubert.

## Discographie
- 2025 : Shostakovich: Suite on Verses of Michelangelo & October

- 2023 : Shostakovich: Symphony No. 14

- 2023 : Schubert Revisited: Lieder Arranged for Baritone and Orchestra

- 2022 : Lieder (Berg, Schumann, Wolf, Shostakovich, Brahms)

- 2021 : Im Abendrot: Songs by Wagner, Pfitzner, Strauss

- 2021 : Brahms : Viola Sonatas, Op. 120 - Zwei Gesänge, Op. 91

- 2020 : Beethoven Songs

- 2019 : Brahms : Ein deutsches Requiem

- 2019 : Schumann: Liederkreis Op. 24 & Kernerlieder, Op. 35

- 2017 : The Wagner Project

- 2017 : Bach: Cantatas for Bass

- 2017 : Schumann : Einsamkeit - Lieder